# Barnsley F.C.
Barnsley Football Club, angielski klub piłkarski z Barnsley, South Yorkshire, występujący w League One.
Klub został założony w 1887 roku pod nazwą Barnsley St. Peter's. Przydomki tego klubu to The Tykes oraz The Reds (Czerwoni). Barwami klubu są kolory biały i czerwony. Zespół występuje na stadionie Oakwell od 1888 roku.

## Historia
The Tykes spędzili w drugiej lidze angielskiej więcej sezonów, niż jakikolwiek inny klub w historii tych rozgrywek. Jest to pierwsza drużyna, która osiągnęła 1000 zwycięstw w angielskiej drugiej klasie rozgrywkowej. Jednym z najlepszych piłkarzy występujących w drużynie Barnsley był Tommy Taylor. W 1953 roku został wykupiony przez Manchester United za rekordową kwotę 29 999£. Był to wówczas najdroższy transfer w historii piłki nożnej.
Barnsley F.C. został założony w 1887 roku przez duchownego Tiverton'a Preedy'ego. Od 1890 roku klub występował w Sheffield and District League, a następnie w Midland League od 1895 roku. Do Football League dołączył w 1898 roku i przez pierwsze dziesięć lat walczył w drugiej lidze, częściowe ze względu na trwające problemy finansowe. W 1910 roku klub dotarł do finału Pucharu Anglii, w którym przegrał z Newcastle United po powtórzonym meczu. Dwa lata później udało im się sięgnąć po to trofeum pokonując w powtórzonym meczu West Brom 1:0. Było to pierwsze klubowe trofeum.
W początkowych latach istnienia klub był kilkukrotnie bliski awansu do pierwszej ligi. W 1922 roku do awansu zabrakło im jednej bramki. Od lat trzydziestych do pięćdziesiątych drużyna Barnsley balansowała pomiędzy drugą a trzecią ligą. W latach sześćdziesiątych i siedemdziesiątych przeważnie grała w trzeciej i czwartej lidze nie będąc w stanie przebić się z powrotem do dwóch najwyższych poziomów angielskiego futbolu. Na początku lat osiemdziesiątych klubowi udało się awansować do Second Division, gdzie ugruntowali tam swoją pozycję.
Pod koniec sezonu 1996/97 drużyna Barnsley awansowała do Premier League po raz pierwszy w historii. Jednak w kolejnym sezonie zostali zdegradowani do drugiej ligi. The Tykes są jednym z niewielu zespołów, które ukończyły tylko jeden sezon w najwyższej klasie rozgrywkowej (pozostałe to: Glossop, Leyton Orient, Northampton Town i Carlisle United w czasach istnienia First Division oraz Swindon Town w erze Premier League).
W sezonie 2007/08 Barnsley F.C. dotarło do półfinału Pucharu Anglii, pokonując w kolejnych etapach rozgrywek gigantów Premier League m.in. Liverpool 2:1 oraz Chelsea 1:0. W półfinale the Tykes przegrali z Cardiff City 1:0 na stadionie Wembley.

## Stadion
Stadion Oakwell jest położony w mieście Barnsley, South Yorkshire. Został oddany do użytku w 1887 roku. Od tego czasu swoje mecze na tym stadionie rozgrywa drużyna Barnsley F.C.. Jego pojemność wynosi 23 009 miejsc. Rekordową frekwencje wynoszącą 40 255 osób odnotowano w 1936 roku podczas meczu pomiędzy Barnsley F.C., a Stoke City F.C. Choć nazwa Oakwell zazwyczaj odnosi się do głównego stadionu, kryją się pod nią również przynależące do stadionu boiska treningowe oraz mniejszy stadion, który może pomieścić 2200 widzów.

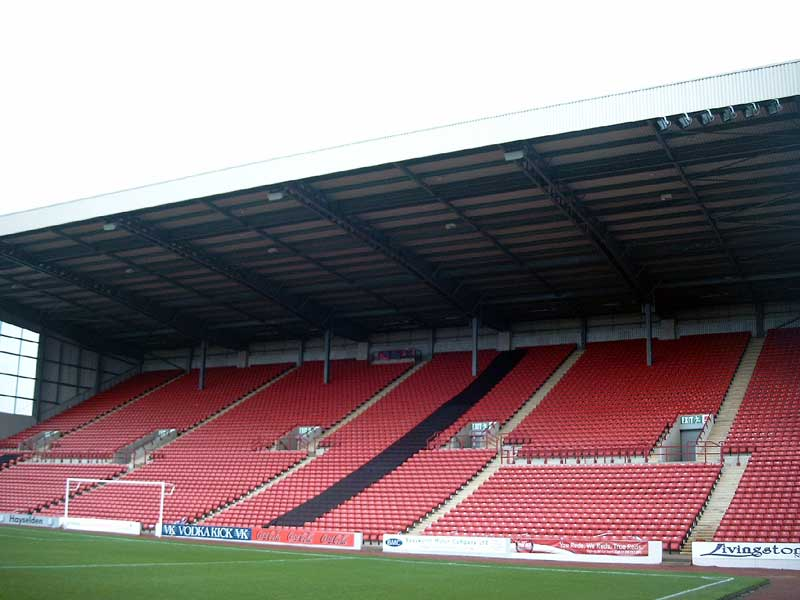
Stadion Oakwell

## Stroje

### Stroje domowe
Przez większość swojej historii drużyna Barnsley rozgrywa swoje mecze domowe w czerwonych koszulkach i białych spodenkach. Jedynym wyjątkiem był okres od 1887 do 1901 roku, w którym na początku pierwszy komplet koszulek był koloru niebieskiego z bordowymi rękawami, następnie około roku 1890 koszulki były w brązowo-białe pasy. W 1898 roku pasy na koszulkach były biało-niebieskie. Pierwszy raz swoje tradycyjne czerwone koszulki drużyna ubrała w 1901 roku.

### Stroje wyjazdowe
Różnią się z sezonu na sezon, jednak najczęściej drugi komplet strojów jest koloru białego.

## Klubowe rekordy
- Najwyższe ligowe zwycięstwo: 9:0 nad Loughborough Town 28 stycznia 1899
- Najwyższa ligowa porażka: 0:9 z Notts County F.C. 19 stycznia 1927
- Najwyższe pucharowe zwycięstwo: 6:0 nad Blackpool F.C. 20 stycznia 1910
- Najwyższa pucharowa porażka: 1:8 z Derby County F.C. 30 stycznia 1987
- Król strzelców: Cecil McCormack (33 bramki) w Football League Two w sezonie 1950/1951
- Najwięcej występów w klubie: Barry Murphy (514 występy) w latach 1962 – 1978
- Najwięcej bramek w klubie: Ernest Hine (123 bramki) w latach 1921 – 1938
- Najwięcej występów międzynarodowych: Gerry Taggart – 35 w reprezentacji Irlandii Północnej
- Najwyższy transfer: 4 500 000 £ za Ashley Ward z Blackburn Rovers F.C. w 1998
- Najwięcej widzów na meczu: 40 255 w meczu przeciw Stoke City F.C. 15 lutego 1936

## Obecny skład
Stan na 17 września 2024
| Nr | Poz. | Piłkarz                                 |
| -- | ---- | --------------------------------------- |
| 1  | BR   | Gabriel Slonina (wypożyczony z Chelsea) |
| 2  | OB   | Barry Cotter                            |
| 3  | PO   | Jon Russell                             |
| 4  | PO   | Marc Roberts (wicekapitan)              |
| 5  | OB   | Donovan Pines                           |
| 6  | OB   | Maël de Gevigney                        |
| 7  | OB   | Corey O'Keeffe                          |
| 8  | PO   | Adam Phillips                           |
| 9  | NA   | Sam Cosgrove                            |
| 10 | PO   | Josh Benson                             |
| 11 | NA   | Fábio Jaló                              |
| 12 | BR   | Jackson Smith                           |
| 14 | PO   | Conor Hourihane                         |
| 15 | OB   | Kyran Lofthouse                         |
| 17 | OB   | Georgie Gent                            |
| 18 | PO   | Matthew Craig                           |
| 19 | NA   | Aiden Marsh                             |

| Nr | Poz. | Piłkarz                |
| -- | ---- | ---------------------- |
| 21 | OB   | Conor McCarthy         |
| 23 | BR   | Ben Killip             |
| 27 | BR   | Adam Hayton            |
| 30 | PO   | Jonathan Bland         |
| 32 | OB   | Josh Earl              |
| 33 | PO   | Matty Wolfe            |
| 36 | NA   | Max Watters            |
| 40 | PO   | Davis Keillor-Dunn     |
| 44 | NA   | Stephen Humphrys       |
| 45 | PO   | Vimal Yoganathan       |
| 48 | PO   | Luca Connell (kapitan) |
| 50 | PO   | Kelechi Nwakali        |

### Piłkarze na wypożyczeniu
| Nr | Poz. | Piłkarz                                           |
| -- | ---- | ------------------------------------------------- |
| 4  | PO   | Callum Styles (w Millwall do 31 maja 2023)        |
| 11 | NA   | Aaron Leya Iseka (w Adanaspor do 30 czerwca 2023) |
| 15 | OB   | Jasper Moon (w Burton Albion do 31 maja 2023)     |
| 18 | PO   | Joe Ackroyd (w Buxton F.C do 30 czerwca 2023)     |

| Nr | Poz. | Piłkarz                                                 |
| -- | ---- | ------------------------------------------------------- |
| 28 | PO   | Will Lancaster (w Bradford Park Avenue do 31 maja 2023) |
| 35 | OB   | Kareem Hassan-Smith (w Guiseley do 24 lutego 2023)      |
| 58 | NA   | Obbi Oularé (w RWD Molenbeek do 30 czerwca 2023)        |